# Don-don
Antônio de Paula Filho, mais conhecido como Don-don ou Dondon (Magé, 4 de julho de 1912 — Rio de Janeiro, 30 de março de 1993), foi um futebolista brasileiro, que atuou como zagueiro.

## Carreira
Dondon é considerado um dos maiores jogadores da história do gigante Andarahy Athletico Club, clube carioca extinto no fim da década de 1970. Popular para sua época, foi tema, muitos anos depois, de um famoso samba de Nei Lopes, que anos depois foi gravado por Zeca Pagodinho e Dudu Nobre, chamado "Tempo de Dondon". Sua atividade profissional se resumiu apenas entre 1932 e 1938, defendendo somente as cores do Andarahy. Dondon era um jogador exemplar, sendo até figurinha carimbada em um álbum da época, o que significava ser uma das figuras mais raras do mesmo.